# Meiry Ellen Silva de Oliveira
Meiry Ellen Silva de Oliveira (Pedra Grande, 8 de junho de 2002) é uma arqueira brasileira.

## Conquistas
Dentre diversas conquistas adquiridas, a principal entre elas foi a medalha de ouro na categoria feminina recurvo por equipe adquirida na Guatemala para garantir a vaga do Brasil para o YOG 2018 (Jogos Olímpicos da Juventude de 2018). 
Ao competir com grandes atletas do esporte conquistou medalhas como:
- Medalha de bronze no campeonato brasileiro de Base em 2017 individual;
- Medalha de prata no campeonato brasileiro de Base em 2017 por equipe mista;

Atletas da Seleção Brasileira em Seletiva na Guatemala

- Medalha de ouro no campeonato brasileiro de Base em 2017 por equipe feminina;
- Medalha de bronze no campeonato fluminense em 2017 individual;
- [4]Medalha de ouro no campeonato brasileiro de base em 2018 por equipe mista;
- Medalha de ouro no campeonato Indoor em 2018 por equipe feminina;
- Medalha de ouro a ranking mundial da Guatemala em 2018 por equipe feminina;
- Medalha de ouro no MICA 2018 por equipe feminina;
- Medalha de prata no campeonato brasileiro em 2019 por equipe mista;
- Medalha de bronze no campeonato brasileiro adulto em 2019 por equipe feminina;
- Medalha de ouro no MICA 2019 por equipe feminina;
- Medalhas de ouro por equipe feminina no campeonato indoor em 2019 e 2020;
- Medalha de bronze individual no campeonato indoor em 2020;
- Medalha de ouro por equipe feminina no MICA 2020;
- Medalha de prata no campeonato brasileiro de base individual em 2020.

## Atualmente
Atualmente a atleta Meiry Ellen se localiza treinando mais de 12 horas por dia procurando buscar mais méritos para o esporte no Brasil e conquistando medalhas que enriquecem o país. E mesmo se dedicando ao curso de ensino superior de nutrição, recentemente, conquistou uma vaga importante na seletiva dos Jogos pan Americanos que será realizado em março de 2021 na colômbia.